# Stacey Dash
Pour les articles homonymes, voir Dash.
Stacey Lauretta Dash est une actrice américaine, née le 20 janvier 1967 à New York.

## Biographie

### Jeunesse et formation
Stacey Dash est née dans le Bronx à New York. Elle commence ses études secondaires à la Ramapo High School (New York) (en)  pour les finir à la Paramus High School (en) dans le New Jersey, où elle obtiendra son diplôme de fin d'études secondaires. 
Elle a des origines barbadienne, afro-américaine et mexicaine. Sa mère, Linda Lopez, était latino-américaine et son père, Dennis Dash, était afro-américain. Son frère, Darien Dash, est le PDG de Tenues Interactives DME et son cousin germain est Damon Dash, l'ancien PDG et le cofondateur de Roc-A-Fella Records aux côtés du rapper Jay-Z.

### Carrière professionnelle
Elle a tourné quelques films dont Mo'Money (1992) avec Damon Wayans, mais elle doit surtout sa célébrité au film Clueless (1996) dans lequel elle jouait Dionne Marie Davenport aux côtés d'Alicia Silverstone (Cher Horowitz). Elle a également tourné dans la série télé du même nom, inspirée du film, aux côtés, cette fois-ci de Rachel Blanchard.
Après cet énorme succès, Stacey Dash a tourné dans quelques longs métrages comme Personnal, Rap Connection, Hôtesse à tout prix, ainsi que dans quelques séries.
En 2006, elle pose entièrement nue dans le numéro du mois d'août du magazine Playboy.
Elle tourne également dans les clips vidéo Favorite girl de Marques Houston et All Falls Down de Kanye West, entre autres.
En 2007, elle tournera dans le film Trop jeune pour elle d'Amy Heckerling, la créatrice de Clueless.

### Vie privée
En 1990 elle entretient une relation avec le chanteur Christopher Williams (en), neveu de la chanteuse de jazz Ella Fitzgerald. Ils ont un fils prénommé Austin.
Le 16 juillet 1999, elle épouse le producteur de cinéma Brian Lovell ; ils divorcent en 2005.
En 2005, elle se marie avec l'homme d'affaires James Maby pour divorcer en 2006 ; ils ont une fille Lola.

En 2007, elle se marie avec l'acteur Emmanuel Xuereb, ils divorcent en 2011.  
Le 6 avril 2018, elle épouse discrètement l'avocat Jeffrey Marty.

### Opinion politique
En 2016, elle apporte son soutien au candidat républicain Donald Trump à la présidence des États-Unis.

## Filmographie
- 1982 : Farrell for the People (TV) : Denise Grey
- 1985 : Cosby Show : Michelle (saison 2 épisode 11)
- 1987 : Territoire Ennemi : Toni Briggs
- 1988 : Moving : Casey Pear
- 1988 : TV 101 (série télévisée) : Monique
- 1989 : Tennessee Nights : Minnie
- 1992 : Mo'Money : Amber Evans
- 1993 : Le Prince de Bel-Air : Michelle Michaels
- 1994 : Opération Shakespeare (Renaissance Man), de Penny Marshall : Pvt. Miranda Myers
- 1995 : Clueless : Dionne Davenport
- 1995 : Illegal in Blue : Kari Truitt
- 1996 : Clueless (série télévisée) : Dionne « Dee » Davenport
- 1997 : Cold Around the Heart : Bec Rosenberg
- 1999 : Personals : Leah
- 1999 : Deux privés à Vegas (The Strip) (série télévisée) : Vanessa Weir
- 2001 : The Painting : Hallie Gilmore at 18
- 2002 : Paper Soldiers (en) : Tamika
- 2003 : Hôtesse à tout prix (View from the Top) : Angela
- 2003 : Gang of Roses : Kim
- 2003 : Ride or Die : Real Venus
- 2005 : Lethal Eviction : Amanda
- 2005 : Getting Played : Emily
- 2007 : Trop jeune pour elle (I Could Never Be Your Woman) : Brianna
- 2011 : Cyborg Conquest : Lady
- 2011 : Single Ladies : Valerie 'Val' Stokes